# بروک هانسون
بروک هانسون (به انگلیسی: Brooke Hanson) (زادهٔ ۱۸ مارس ۱۹۷۸) شناگر اهل استرالیا است.